# По-скоро мъртва, отколкото Личита
„По-скоро мъртва, отколкото Личита“ (на испански: Antes muerta que Lichita) е мексиканска теленовела от 2015 г., режисирана от Бенхамин Кан и Родриго Сунбос, и продуцирана от Роси Окампо за Телевиса. Това е напълно нова история, създадена от Ковадонга Еспесо, Хорди Аренкон, Марта Аскона и Ариана Мартин.
В главните роли са Маите Перони и Арат де ла Торе, а в отрицателните – Едуардо Сантамарина, Ингрид Марц и Шантал Андере. Специални участия вземат Шерлин Гонсалес, и първите актьори Мануел „Флако“ Ибаниес и Силвия Паскел.

## Сюжет
Алисия Гутиерес работи в „Иконика“, важна рекламна агенция в Латинска Америка, където е жертва на тормоз и експлоатация от страна на колегите си, които я наричат „Лилчита“. Алисия е постъпила в компанията с цел да се развива професионално, но е останала със задълженията да прави кафета и фотокопия. Тя става обект на подигравки заради своята визия, единствената подкрепа, която има е от Браулио и приятелката ѝ Бриса.
Един ден, Алисия се запознава с Роберто Дуарте, един от собствениците на агенцията, но тя не знае кой, всъщност, е той. Роберто много прилича на принца, когото сънува момичето. Алисия знае, че никой мъж не би ѝ обърнал внимание, заради визията ѝ. Тя веднага се влюбва в него, който след това я взима за негова асистентка.
С пристигането на Лусиана, красиво, но арогантно момиче, племенница на собственика на агенцията, животът на Алисия става още по-сложен. Лусиана прави всичко възможно за да продължават подигравките към Личита.
След като Роберто опознава Алисия, той се влюбва в нея. Алисия, уморена от толкова унижения, решава да спре да бъде „Личита“, като променя своята външност и решава да се превърне в уважавана жена, която няма повече да позволи да бъде наранявана.

## Актьори
Част от актьорския състав:
- Маите Перони[2] – Алисия „Личита“ Гутиерес Лопес
- Арат де ла Торе – Роберто Дуарте
- Едуардо Сантамарина – Аугусто Де Толедо и Мондрагон
- Ингрид Марц – Лусиана Де Толедо и Мондрагон Ирибарен
- Шантал Андере – Сандра Мадариага
- Мануел „Флако“ Ибаниес – Игнасио Гутиерес Ландерос
- Силвия Паскел – Елса Лопес де Гутиерес
- Лус Елена Гонсалес – Хесуса Уриета
- Макария – Фатима Гарсия
- Габриела Платас – Беатрис Касабланка де Де Толедо и Мондрагон
- Шерлин Гонсалес – Маргарита Гутиерес Лопес
- Патрисио Боргети – Нестор Акоста
- Моника Айос – Валерия Ирибарен вдовица де Де Толедо и Мондрагон
- Роберто Бландон – Рафаел Де Толедо и Мондрагон
- Габриел Сото – Сантяго де ла Вега
- Фелипе Нахера – Марсело Лагомарсино
- Емануел Паломарес – Франсиско Хавиер
- Патрисия Навидад – Марлене Гарбо
- Доминика Палета – Шейла Урибе Ласкано

## Премиера
Премиерата на По-скоро мъртва, отколкото Личита е на 24 август 2015 г. по Canal de las Estrellas. Последният 131. епизод е излъчен на 21 февруари 2016 г.

## Награди и номинации
Награди TvyNovelas (2016)
| Категория                            | Номиниран(а)                                                                 | Резултат   |
| ------------------------------------ | ---------------------------------------------------------------------------- | ---------- |
| Най-добра теленовела                 | Роси Окампо                                                                  | Номинирана |
| Най-добра актриса в главна роля      | Маите Перони                                                                 | Печели     |
| Най-добър актьор в главна роля       | Арат де ла Торе                                                              | Номиниран  |
| Най-добър пръв актьор                | Мануел „Флако“ Ибаниес                                                       | Номиниран  |
| Най-добра първа актриса              | Силвия Паскуел                                                               | Номинирана |
| Най-добро женско откритие            | Ана Паула Мартинес                                                           | Номинирана |
| Най-добра актриса в отрицателна роля | Ингрид Марц                                                                  | Номинирана |
| Най-добър актьор в отрицателна роля  | Едуардо Сантамарина                                                          | Номиниран  |
| Най-добра актриса в поддържаща роля  | Шантал Андере                                                                | Номинирана |
| Най-добър режисьор на сцена          | Бенхамин Кан и Родриго Сунбос                                                | Номинирани |
| Най-добра музикална тема             | ˝Si alguna vez˝ (Талия)                                                      | Номинирана |
| Най-добър екип                       | Роси Окампо                                                                  | Номинирана |
| Най-добра мултиплатформа             | Роси Окампо                                                                  | Печели     |
| Най-добър сценарист                  | Педро Армандо Родригес, Алехандра Ромеро Меса, Умберто Роблес и Ектор Валдес | Номинирани |
| Най-добра актриса в завръщане        | Лус Елена Гонсалес                                                           | Номинирана |
| Най-добър актьор в завръщане         | Рикардо Фаслихт                                                              | Номиниран  |
| Най-добра актриса в детска роля      | Уенди Гонсалес                                                               | Печели     |

Награди Juventud (2016)
| Категория                    | Номиниран(а)    | Резултат   |
| ---------------------------- | --------------- | ---------- |
| Любим актьор в главна роля   | Арат де ла Торе | Номиниран  |
| Любима актриса в главна роля | Маите Перони    | Номинирана |